# Medyeron
Medyeron är en ö i Marshallöarna.   Den ligger i kommunen Wotho, i den nordvästra delen av Marshallöarna, 700 km nordväst om huvudstaden Majuro. Arean är 0,90 kvadratkilometer.
Terrängen på Medyeron är mycket platt. Öns högsta punkt är 15 meter över havet. Den sträcker sig 1,5 kilometer i nord-sydlig riktning, och 1,1 kilometer i öst-västlig riktning.